# Esmoreit
Esmoreit is een Middelnederlands toneelstuk. Het is een van de vier abele spelen uit het Handschrift-Van Hulthem en omvat 1018 regels, opgesteld in rijm. De andere abele spelen zijn: Gloriant, Lanseloet van Denemerken en Vanden winter ende vanden somer.
Het stuk is genoemd naar het mannelijke hoofdpersonage Esmoreit, kroonprins van het koninkrijk Sicilië. Het toneelstuk handelt over de liefde tussen twee mensen van verschillende sociale klasse, en wordt bij opvoering gevolgd door de sotternie (klucht) Lippijn.

## Rollen
- Robbrecht (neef van de koning van Sicilië)
- Meester (meester Platus, raadsheer van de koning van Damascus)
- de coninc (de koning van Damascus)
- de jonge (jonc)vrouwe Damiët (dochter van de koning van Damascus)
- de kersten coninc(, sijn vader) (de (kristen) koning van Sicilië/vader van Esmoreit)
- de vrouwe/sine moeder (koningin van Sicilië/moeder van Esmoreit)
- de jonghelinc (Esmoreit, kroonprins van Sicilië, opgevoed aan 't hof van Damascus)

## Inhoud
Esmoreit is de kroonprins van Sicilië. Zijn geboorte is een tegenvaller voor zijn neef Robbrecht, die tot dan toe de troonopvolger was. Robbrecht besluit daarom Esmoreit te vermoorden.
Ondertussen wordt aan het hof van Damascus een voorspelling gedaan waarin een vreemde prins de koning (van Damascus) zal vermoorden en diens dochter Damiët zal trouwen. Hierop besluit de koning de prins te laten opsporen om hem naar zijn hof te laten brengen en daar als een zoon op te voeden. Daarmee hoopt hij de moord af te wenden. Hij zendt Platus uit om deze vreemde prins te zoeken.
In Sicilië ontmoet Platus Robbrecht, net op het ogenblik dat deze zijn plan om Esmoreit te vermoorden wil uitvoeren door het kind in een put te verdrinken. Platus, die opdracht heeft gekregen deze prins naar Damascus te brengen, koopt Esmoreit van Robbrecht. Platus neemt Esmoreit mee naar Damascus. Robbrecht beschuldigt de koningin van de moord op haar zoon. De koningin wordt door de koning, razend van verdriet, opgesloten.
De koning van Damascus vertrouwt Esmoreit toe aan zijn dochter Damiët, en vertelt haar dat het een 'vondeling' is.
Na vele jaren ontdekt Esmoreit dat Damiët niet zijn zus is, maar dat hij een vondeling is, en ook dat Damiët verliefd op hem is geworden. Ook Esmoreit is verliefd op Damiët, maar wil op deze liefde niet ingaan omdat hij vreest dat hij van lagere komaf is. Esmoreit gaat op zoek naar zijn natuurlijke ouders.
Als Esmoreit tijdens zijn omzwervingen in Sicilië aankomt, komt zijn ware identiteit aan het licht. De doek waarin hij zogezegd te vondeling gelegd was, en die hij van Damiët meegekregen heeft, wordt herkend door de nog steeds opgesloten koningin. De koning en de koningin worden zo verenigd, samen met hun zoon Esmoreit, maar weer blijft Robbrecht buiten schot.
De verliefde Damiët kan het wachten op haar Esmoreit niet meer houden, en samen met Platus vertrekt ze, verkleed als pelgrim, haar lief achterna. Wanneer Damiët en Platus in Sicilië aankomen, is het weerzien met Esmoreit groot. Esmoreit stelt Damiët aan zijn vader voor. De kerstenkoning (kersten = kristen (Sicilië)) is van dit geluk zo aangedaan dat hij troonsafstand doet ten voordele van zijn zoon en Damiët aanvaardt als zijn schoondochter. Bij deze ceremonie wordt Robbrecht herkend door Platus als de man van wie hij Esmoreit kocht. Robbrecht wordt opgehangen en de twee verliefden trouwen.

## Uitvoeringen
Te Dordrecht werd op 24 augustus 1897 het abele spel Esmoreit op de kunstavond van het Dordtsch Letterkundig Congres uitgevoerd, met medewerking van mevrouw Aleida Mulder-Roelofsen en Mej. Anna Beukers.
Op 10 november 1900 werd Esmoreit op de planken gebracht door de Rotterdamsche Onderwijzers-Toneelvereeniging (oprichting: 1 juni 1899). De uitvoering onder leiding van C. Regoor uit Dordrecht was een groot succes. 
In 1900 verscheen bij J.B. Wolters onder redactie van C.G. Kaakebeen en de Dordtse leraar Jan Ligthart nummer 1 in de reeks Van alle tijden getitled: Esmoreit Abel spel uit de XIVe eeuw. Jan Ligthart had genoten van de eerste opvoeringen van Esmoreit, en zo ontstond bij hem de wens Esmoreit en een aantal soortgelijke teksten uit te geven.

## Bewerkingen
In 1968 werd er van het stuk een gelijknamig hoorspel uitgezonden op de radio.

## Trivia
- De schrijver Jac. Overeem heeft het toneelstuk gebruikt in zijn roman De kapelaan van Garderen (1974) (blz. 122-125)